# Knowles (Familienname)
Knowles ist ein englischer Familienname.

## Namensträger
- Alison Knowles (* 1933), US-amerikanische Künstlerin
- Alison Knowles (Ruderin) (* 1982), britische Ruderin
- Andrew Pitcairn-Knowles (1871–1956), britischer Verleger und Fotojournalist
- Bernard Knowles (1900–1975), britischer Kameramann und Filmregisseur
- Beyoncé Knowles (* 1981), US-amerikanische Sängerin, siehe Beyoncé
- Charles Knowles, 1. Baronet (1704–1777), britischer Admiral
- Charles Knowles, 2. Baronet (1754–1831), britischer Admiral
- Charles Knowles, 4. Baronet (1832–1918), britischer Vize-Admiral
- Charles Knowles, 7. Baronet (* 1951), britischer Architekt
- Cyril Knowles (1944–1991), englischer Fußballspieler und -trainer
- Darold Knowles (* 1941), US-amerikanischer Baseballspieler
- David Knowles (1896–1974), britischer Historiker
- Dorothy Knowles (1906–2010), britische Romanistin und Theaterwissenschaftlerin
- Durward Knowles (1917–2018), bahamaischer Segler
- Eric Knowles (* 1953), britischer Antiquitätenexperte, Kunsthändler, Sachbuchautor und Fernsehmoderator
- Evans Knowles (* 1914), kanadischer Politiker
- Francis Knowles, 3. Baronet (Francis Charles Knowles; 1802–1892), britischer Admiral
- Francis Knowles, 5. Baronet (Francis Howe Seymour Knowles; 1886–1953), britischer Anthropologe
- Francis Knowles, 6. Baronet (Francis Gerald William Knowles; 1915–1974), britischer Biologe
- Freeman Knowles (1846–1910), US-amerikanischer Politiker
- Genevieve Knowles (* 2000), kanadisch-südkoreanische Eishockeytorhüterin
- George Beauchamp Knowles (1790–1862), britischer Botaniker
- Graeme Knowles (* 1951), britischer anglikanischer Theologe
- Harry Knowles (* 1971), US-amerikanischer Internet-Filmkritiker
- Jack Knowles (* 1987), englischer Lichtdesigner
- James Knowles (Architekt) (1831–1908), britischer Architekt und Herausgeber
- James Pitcairn-Knowles (1863–1954), deutscher Maler, Grafiker und Bildhauer schottischer Herkunft
- James Sheridan Knowles (1784–1862), englischer Schauspieler und Dramatiker
- Jeremy R. Knowles (1935–2008), britischer Chemiker
- John Knowles (1926–2001), US-amerikanischer Schriftsteller
- Linda Knowles (* 1946), britische Leichtathletin
- Malcolm Knowles (1913–1997), US-amerikanischer Erwachsenenbildner
- Mark Knowles (* 1971), bahamaischer Tennisspieler
- Mark Knowles (Hockeyspieler) (* 1984), australischer Hockeyspieler
- Matilda Cullen Knowles (1864–1933), irische Botanikerin
- Patric Knowles (Reginald Lawrence Knowles; 1911–1995), britischer Schauspieler
- Peter Knowles (Fußballspieler) (* 1945), englischer Fußballspieler
- Peter Knowles (Badminton) (* 1969), englischer Badmintonspieler
- Richard T. Knowles (1916–2013), US-amerikanischer Generalleutnant
- Shanica Knowles (* 1990), US-amerikanische Schauspielerin
- Solange Knowles (* 1986), US-amerikanische Sängerin
- Stanley Knowles (1908–1997), kanadischer Politiker
- Tony Knowles (Politiker) (* 1943), US-amerikanischer Politiker
- Tony Knowles (Snookerspieler) (* 1955), englischer Snookerspieler
- Warren P. Knowles (1908–1993), US-amerikanischer Politiker
- William David Knowles (1908–2000), kanadischer Politiker
- William Erskine Knowles (1872–1951), kanadischer Politiker
- William S. Knowles (1917–2012), US-amerikanischer Chemiker